# Sturefors
Sturefors – miejscowość (tätort) w Szwecji, w regionie administracyjnym (län) Östergötland, w gminie Linköping.
Według danych Szwedzkiego Urzędu Statystycznego liczba ludności wyniosła: 2228 (31 grudnia 2015), 2885 (31 grudnia 2018) i 3040 (31 grudnia 2019).